# باق تربيعي
في نظرية الأعداد وبالتحديد في الحسابيات المعيارية، الباقي التربيعي (بالإنجليزية: Quadratic residue)‏ بتردد عدد طبيعي n هو عدد طبيعي q حيث يكون هذا العدد (q) هو باقي قسمة مربع عدد طبيعي ما على n. بتعبير آخر، q هو باق تربيعي بترديد n إذا وُجد عدد صحيح x حيث:
{\displaystyle .{x^{2}}\equiv {q}{\pmod {n}}}
إذا لم يوجد هذا العدد x، فإنه قد يقال عن q أنه نقيض باق تربيعي.
في بداية الأمر، كان هذا المفهوم مفهوما مجردا في الحسابيات النمطية. هي فرع من فروع نظرية الأعداد. حاليا، تستعمل البواقي التربيعية في تطبيقات تمتد من الهندسة السمعية إلى التعمية وإلى تحليل عدد صحيح إلى عوامل.

## التاريخ
عمل على البواقي التربيعية خلال القرنين السابع عشر والثامن عشر علماء كبار في نظرية الأعداد من قبيل بيير دي فيرما وليونهارت أويلر وجوزيف لوي لاغرانج وأدريان ماري ليجاندر. لكن أول دراسة معمقة حول هذا الموضوع تعود إلى عالم الرياضيات الألماني كارل فريدريش غاوس في كتابه استفسارات حسابية. قدم المقال 95 منه مفهوم الباقي التربيعي ومفهوم نقيض الباقي التربيعي، مشيرا أنه إذا كان السياق واضحا بما فيه الكفاية، فإنه يمكن إزالة النعت التربيعي والاكتفاء بمصطلح الباقي.

## توزيع البواقي التربيعية
يبدو أن البواقي التربيعية بتردد عدد n ما، هي عشوائية وأنها لا تخضع لأي نسق معين. دفع بها ذلك إلى تطبيقات من قبيل الهندسة السمعية والتعمية. في حقيقة الأمر، تظهرا هذه البواقي تناسقا عجيبا ومبهرا.
انظر إلى مبرهنة دركليه حول المتتاليات الحسابية وإلى تقابل تربيعي وإلى مبرهنة الباقي الصينية

### صيغة ديريكليه
انظر إلى شكل تربيعي.

## تطبيقات

### في اختبار أولية عدد ما من عدمه
انظر إلى عدد أولي محتمل.

## وصلات خارجية
- إيريك ويستاين، Quadratic Residue، ماثوورلد Mathworld (باللغة الإنكليزية).